# Metallura iracunda
Metallura iracunda là một loài chim trong họ Trochilidae.